# Arturo Melcher
Arturo Melcher (Arturo Melcher Borquez; * 11. November 1921; † 7. August 2008 in Temuco) war ein chilenischer Hammerwerfer.
1951 gewann er Bronze bei den Panamerikanischen Spielen in Buenos Aires.
Im Jahr darauf siegte er bei den Leichtathletik-Südamerikameisterschaften 1952 in Buenos Aires und schied bei den Olympischen Spielen in Helsinki in der Qualifikation aus.
1954 holte er Bronze bei den Südamerikameisterschaften in São Paulo, und 1955 wurde er Fünfter bei den Panamerikanischen Spielen in Mexiko-Stadt.
Seine persönliche Bestleistung von 52,61 m stellte er 1955 auf.